# Kenshi Hirokane
Kenshi Hirokane (弘兼 憲史, Hirokane Kenshi) est un auteur de bande dessinée japonaise né le 9 septembre 1947  à Iwakuni dans la préfecture de Yamaguchi, au Japon.
Il est principalement connu pour être l’auteur du personnage Kōsaku Shima qui évolue à travers plusieurs histoires au sein de la société japonaise, de l'école au travail et à différents échelons de responsabilités.

## Biographie
Il est diplômé en droit de l'Université Waseda[Quand ?]. Il travaille ensuite pour Matsushita Electric pendant quatre ans, avant de commencer sa carrière de mangaka en 1974 avec Kaze Kaoru,.

## Œuvre

### Manga
- 1974 : Kaze kaoru, chez Big Comic[4]

- 1979 : Usagi ga Hashiru (兎が走る?), pré-publié dans le magazine Big Comic Original, puis en 3 volumes, chez Shogakukan ; réédité en 1 volume (Wideban) en 2003 puis en 2 volumes (Bunko) en 2007[BU 1].

- 1980 : Ain't Chow (エイント・チャウ?), 1 volume chez Futabasha[BU 2].

- 1981 :
  - Hello, Detective Hedgehog (ハロー張りネズミ, Haro Hari Nezumi?), pré-publié dans le magazine Young, puis en 24 volumes, chez Kodensha[BU 3].
  - Human Crossing (人間交差点, Ningen Kousaten?), pré-publié dans le magazine Big Comic Original, puis en 27 volumes, chez Shogakukan[BU 4].

- 1983 :
  - Akai Green (紅い芝生, Akai Shibafu?), 6 volumes chez Shogakukan[BU 5].
  - The Beauty Theater (美人劇場, Bijin Gekijou?), 1 volume chez Akita Shoten (réédité en 1994)[BU 6].
  - Kachou Shima Kōsaku

- 1984 : Gakuran Hourouki (ガクラン放浪記?), 6 volumes chez Bunkasha en 1984 ; réédité en 3 volumes chez Kodensha en 2008[BU 7].

- 1992 :
  - Division Chief Kosaku Shima (部長島耕作, Buchou Shima Kōsaku?), pré-publié dans le magazine Morning, puis en 13 volumes, chez Kodensha[BU 8]
  - Kaji Ryuusuke's Agenda (加治隆介の議, Kaji Ryuusuke no Gi?), pré-publié dans le magazine Mr. Magazine, puis en 20 volumes, chez Kodensha[BU 9]
  - Last News (ラストニュース?), 10 volume chez Shogakukan[BU 10]

- 1995 : Like Shooting Stars in the Twilight (黄昏流星群, Tasogare Ryuuseigun?), pré-publié dans le magazine Big Comic Original, puis en 49 volumes (en cours) ; 13 volumes (Bunkoban) chez Shogakukan[BU 11].

- 1996 : Shima Kōsaku no Yuuga na 1-nichi (島耕作の優雅な1日, Shima Kousaku no Yuuga na Ichinichi?), 1 volume chez Kodansha[BU 12].

- 2001 : Young Shima Kōsaku (ヤング島耕作, Yangu Shima Kōsaku?), pré-publié dans le magazine Evening, puis en 4 volumes, chez Kodensha ; réédité en 3 volumes (Bunko)[Quand ?][BU 13]

- 2002 : Assistant Director Kōsaku Shima (取締役島耕作, Torishimariyaku Shima Kōsaku?), pré-publié dans le magazine Morning, puis en 8 volumes, chez Kodensha[BU 14]

- 2004 : Gorgeous Meshi (ゴージャスめし?) (dessiné par Mayumi Kurata)[BU 15]

- 2005 : Executive Managing Director Kōsaku Shima (常務 島耕作, Joumu Shima Kōsaku?), pré-publié dans le magazine Morning, puis en 6 volumes, chez Kodensha ; réédité en 4 volumes (Bunko)[Quand ?][BU 16]

- 2006 : Executive Director Kosaku Shima (専務島耕作, Senmu Shima Kōsaku?), pré-publié dans le magazine Morning, puis en 5 volumes, chez Kodensha[BU 17]

- 2007 : Young Shima Kōsaku - Shunin Hen (ヤング島耕作 主任編?), pré-publié dans le magazine Evening, puis en 4 volumes, chez Kodensha[BU 18]
- 2008 : President Kosaku Shima (社長 島耕作, Shachō Shima Kōsaku?), pré-publié dans le magazine Evening, puis en 16 volumes, chez Kodensha[BU 19]

- 2010 : Subsection Chief Shima Kosaku (係長 島耕作, Kakarichou Shima Kōsaku?), pré-publié dans le magazine Evening, puis en 4 volumes, chez Kodensha[BU 20]

- 2012 :
  - Hello Hari Nezumi - Best Selection (ハロー張りネズミ ベストセレクション?), 3 volumes chez Kodensha[BU 21].
  - Hirokane Kenshi Humanism Short Piece Selection (弘兼憲史ヒューマニズム短編集, Hirokane Kenshi Humanism Tanpenshuu?), 3 volumes chez Kodensha[BU 22].

- 2013
  - Student Shima Kosaku (学生 島耕作, Gakusei Shima Kōsaku?), pré-publié dans le magazine Evening, puis en 6 volumes (en cours), chez Kodensha[BU 23].
  - Section Chief Kōsaku Shima (課長 島耕作, Kachou Shima Kōsaku?), pré-publié dans le magazine Morning, puis en 17 volumes, chez Kodensha[BU 24].
  - Chief Kōsaku Shima (会長 島耕作, Kaichou Shima Kōsaku?), pré-publié dans le magazine Morning, puis en 17 volumes, chez Kodensha[BU 25].

- 2017 : Kousaku Shima Case Files (島耕作の事件簿, Shima Kōsaku no Jikenbo?), pré-publié dans le magazine Morning, puis en ? volumes, chez Kodensha[BU 25].

- Mukoujou[BU 26]

- Ningen Kousaten - Best Selection (人間交差点ベストセレクション?)[BU 27]

- Papa to Ikiru (パパと生きる?), chez Shogakugan[BU 28]

- Samurai Shigan (侍志願?), 1 volume chez Sakura Shuppan[BU 29]

- Tasogare Ryuuseigun - Best of Best (黄昏流星群 ベスト オブ ベスト?), chez Shogakugan[BU 30]

- The Space (ザ・スペース?), chez Futabasha[BU 30].

- Hotdog Lullaby (ホットドッグララバイ?)[BU 31]

- Watashi ga Aishita Majo (私が愛した魔女?), chez Futabasha[BU 32]

- Yume Koujou (夢工場?), chez Futabasha[BU 33]

### Anime
- 2003 : 13 Vies - Une Vision Du Japon (人間交差点, Ningen Kōsaten?) série TV en 13 épisodes adaptés du manga et réalisé par Akira Kumeichi et Kazunari Kumi, avec les studios A.C.G.T[5] et au chara-design effectué par Sachiko Kamimura[5]. Diffusé au Japon sur TV Tokyo entre avril et juin 2003, la série arrive en coffret 3 DVD en France chez Kazé en 2005  (EAN 3700091004457)[6]. Il s'agit d'un anime assez lent et posé mettant en scène des tranches de vie japonaises dont la monotonie est troublée[7].

1. La cicatrice
2. La neige de la 25e heure
3. La promesse
4. Directions
5. Une cigale en hiver
6. La magnifique image
7. Le placard
8. Message blanc
9. Sourire
10. La ville
11. Murmures
12. La pluie du professeur
13. La ligne de partage des eaux

## Sources
- (en) Cet article est partiellement ou en totalité issu de l’article de Wikipédia en anglais intitulé « Kenshi Hirokane » (voir la liste des auteurs).